# JJ Eldridge
JJ Eldridge es una astrofísica teórica neozelandesa. Eldridge es jefa del Departamento de Física de la Universidad de Auckland y coautora del libro The Structure And Evolution Of Stars.

## Trayectoria
Eldridge obtuvo su Grado y su Master en ciencias de la Universidad de Cambridge, Inglaterra. También obtuvo su doctorado en astrofísica en Cambridge, en el Instituto de Astronomía, con una tesis titulada 'Progenitors of Core-Collapse Supernovae'. Trabajó como investigadora postdoctoral en el Institut d'astrophysique de Paris y la Universidad de la Reina de Belfast en Belfast, antes de regresar al Instituto de Astrofísica de Cambridge. En 2011 fue nombrada profesora de astrofísica en la Universidad de Auckland en Nueva Zelanda.
Eldridge estudia la evolución de estrellas binarias utilizando modelos numéricos. En la Universidad de Auckland, junto con Elizabeth Stanway, codesarrollan los modelos de Síntesis Espectral y de Población Binaria (BPASS) para estudiar la evolución de las estrellas. Utilizando estos modelos para demostrar que los cúmulos globulares eran más jóvenes de lo que se pensaba anteriormente.
Con Christopher Adam Tout, escribió The Structure And Evolution Of Stars, publicado en 2019 por World Scientific Europe.
Eldridge es miembro de la Real Sociedad Astronómica y miembro de la Sociedad Astronómica de Australia.

## Defensa LGBT
Eldridge es una persona que se identifica con el Género no binario y es una firme defensora de la inclusión LGBT. Forma parte del comité de Equidad de la Facultad de Ciencias de la Universidad de Auckland. También lidera los grupos Trans on Campus y Rainbow Science en la universidad. Sus esfuerzos han sido reconocidos como clave para ganar el Premio Pléyades de Bronce otorgado por el Departamento de Física de la Universidad de Auckland. También trabaja con la Sociedad Australiana de Astronomía (ASA) en el grupo de Astronomía Inclusiva, Diversa y Equitativa (IDEA). Por su trabajo en la inclusión LGBT fueron preseleccionados para el Premio al Héroe LGBTI del Año de Nueva Zelanda.